# غزيلة حمراء
غزيلة حمراء (الاسم العلمي: Pagellus bellottii، الاسم بالإنجليزية: Red pandora) ، هي نوع من الأسماك المتواجدة في المناطق قبالة ساحل إفريقيا وجزر الكناري، ومن غرب البحر الأبيض المتوسط إلى جنوب أنغولا. هذا النوع من الاسماك يتغذى في منطقة النطاق ما قبل القاع، ويمكن العثور عليه بشكل عام في الاعماق التي تبلغ 10 م إلى 50 م. يمكن ان يصل طول هذه الاسماك إلى حوالي 42 سم، ولكن يبلغ متوسط طولها حوالي 25 سم. هذا النوع من السمك يعتبر خنثوي؛ أي يبدأ أفراد هذا السمك الحياة كأنثى، ويصبح بعضهم ذكورًا بعد وقت لاحق.
يتم صيد هذه الاسماك تجاريا، حيث تم اصطياد 10,031 طن في عام 2008. يكون معظم الصيد في المناطق التي تتواجد حوالي الاحداثية ذي قيمة 26 درجة شمالًا.

## روابط خارجية
- Froese, Rainer and Pauly, Daniel, eds. (2010). "Pagellus bellottii" in FishBase. October 2010 version.
- "Pagellus bellottii". Integrated Taxonomic Information System. Retrieved 16 December 2010.